# Batracomorphus semele
Batracomorphus semele är en insektsart som beskrevs av Knight 1983. Batracomorphus semele ingår i släktet Batracomorphus och familjen dvärgstritar. Inga underarter finns listade i Catalogue of Life.